# Iphinoe tenella
Iphinoe tenella är en kräftdjursart som beskrevs av Sars 1878. Iphinoe tenella ingår i släktet Iphinoe och familjen Bodotriidae. Inga underarter finns listade i Catalogue of Life.